# Джордж Кумантаракіс
Джордж Кумантаракіс (англ. George Koumantarakis, нар. 27 березня 1974, Афіни, Греція) — колишній південноафриканський футболіст, що грав на позиції нападника.
Виступав за національну збірну ПАР.

## Клубна кар'єра
У дорослому футболі дебютував 1992 року виступами за команду клубу «АмаЗулу», в якій провів один сезон.
Згодом з 1994 по 1999 рік грав у складі команд клубів «Маннінг Ранджерс», «Суперспорт Юнайтед», «Маннінг Ранджерс» та «Люцерн».
Своєю грою за останню команду привернув увагу представників тренерського штабу клубу «Базель», до складу якого приєднався 1999 року. Відіграв за команду з Базеля наступні чотири сезони своєї ігрової кар'єри. Більшість часу, проведеного у складі «Базеля», був основним гравцем атакувальної ланки команди.
Протягом 2003—2005 років захищав кольори клубів «Престон Норт-Енд» та «Рот Вайс» (Ерфурт).
Завершив професійну ігрову кар'єру у клубі «Гройтер», за команду якого виступав протягом 2005—2006 років.

## Виступи за збірну
1997 року дебютував в офіційних матчах у складі національної збірної ПАР. Протягом кар'єри у національній команді, яка тривала 8 років, провів у формі головної команди країни дванадцять матчів, забивши один гол.
У складі збірної був учасником чемпіонату світу 2002 року в Японії та Південній Кореї.